# Maria Cecilia Cinardi
Maria Cecilia Cinardi (Roma, 17 novembre 1976) è un'attrice italiana.

## Biografia
Dopo aver studiato recitazione presso la scuola Teatro-Azione, ha recitato in teatro e in televisione.
La si ricorda per lo più per l'interpretazione di Maria Eleonora Baù nella sitcom Camera Café, regia di Fabrizio Gasparetto.
Tra gli altri suoi lavori, la serie televisiva Un medico in famiglia (stagioni 2 e 3), e varie altre fiction TV, tra cui: Un anno a primavera, regia di Angelo Longoni, La buona battaglia - Don Pietro Pappagallo, regia di Gianfranco Albano, Provaci ancora prof! regia di Rossella Izzo, e Liberi di giocare, regia di Francesco Miccichè, tutte miniserie tv in onda sulle reti Rai.

## Filmografia

### Cinema
- Tra due stagioni, regia di Teresio Spalla – cortometraggio (2006)
- Febbre da fieno, regia di Laura Luchetti (2011)

### Televisione
- Un posto al sole (1999)
- Un medico in famiglia – serie TV (2000-2003)
- Il bello delle donne – serie TV, 1 episodio (2001)
- Marcinelle, regia di Andrea e Antonio Frazzi (2003)
- Rita da Cascia, regia di Giorgio Capitani – miniserie TV (2004)
- Incantesimo 7 – serial TV (2004)
- Un anno a primavera, regia di Angelo Longoni (2005)
- Provaci ancora prof! (2005)
- La buona battaglia - Don Pietro Pappagallo, regia di Gianfranco Albano (2005)
- Don Matteo – serie TV, 1  (2006)
- R.I.S. 3 - Delitti imperfetti, regia di Alexis Sweet - serie TV, episodio 3x01 (2007)
- Distretto di Polizia 7, regia di Alessandro Capone – serie TV, episodio 7x13 (2007)
- Camera Café, regia di Fabrizio Gasparetto (2007-2008) - Ruolo: Maria Eleonora Baù
- Liberi di giocare, regia di Francesco Miccichè (2007)
- R.I.S. Roma 2 - Delitti imperfetti, regia di Francesco Micciché, episodio 2x07 (2011)
- Sposami, regia di Umberto Marino - Quinta puntata (2012)
- Nero a metà, regia di Claudio Amendola - serie TV, episodio 3x05 (2022)
- Il grande gioco, regia di Fabio Resinaro e Nico Marzano – serie TV, 3 episodi (2022)
- Il clandestino, regia di Rolando Ravello - serie TV, episodio 1x07 (2024)

## Teatro
- Il pazzo, regia di Giordano Aquilini (1998)
- Cuori scoppiati, regia di R. Giordano (1999)
- Il processo dell'ombra dell'asino di Friedrich Dürrenmatt, regia di Claudio Insegno (1999)
- Viceversa, regia di M. Conte (2000)
- Checov Comique, regia di P. Ambrogi (2000)
- Pallottole su Broadway di Woody Allen, regia di R. Giordano (2000)
- Terapia di gruppo di C. Durang, traduzione, adattamento e regia di Gian Paolo Vallati (2000)
- Colpo di sole, regia di E. Sala (2001)
- La scala a chiocciola, regia di M. Bellocci (2001)
- Nessuno è perfetto di S. Williams, regia di A. Piccardi (2002)
- Liolà di Luigi Pirandello, regia di G. Dall'Aglio (2002)
- Fiori di cactus, regia di T. Pulci (2005)